# ویگراتسباد
ویگراتسباد (به آلمانی: Wigratzbad) یک منطقهٔ مسکونی در آلمان است که در لینداو واقع شده‌است.